# David Porter (músico)
David Porter (Memphis, 21 de novembro de 1941) é um músico de soul estadunidense. Porter é mais conhecido por ser o compositor e parceiro de composição de Isaac Hayes na Stax Records durante a década de 1960. Posteriormente, seguiu a carreira solo.

## Discografia
- 1970: Gritty, Groovy, and Gettin' It
- 1971: Into a Real Thing
- 1971: Victim of the Joke? An Opera
- 1973: Sweat and Love